# 木辺弘児
木辺 弘児（きべ こうじ、1931年(昭和6年) - 2008年(平成20年)2月2日）は、日本の作家、小説家。本名は住田 晴幹（すみた はるき）。

## 人物
1931年(昭和6年)に兵庫県神戸市に生まれる。
大阪大学理学部を卒業後、カメラメーカーであるミノルタに入社するも1958年(昭和33年)、肺結核のために休職する。
ストレプトマイシンによる軽快後、1960年代、コンピューターが取り入れられたばかりのレンズ設計に従事し、ミノルタSRシリーズ用の交換レンズを送り出す。コンピューターを用い、OTFを評価関数としたレンズの自動設計を研究し、1970年(昭和45年)、応用物理学会分科会日本光学会光学論文賞を受賞。
技術者としてレンズ設計用プログラムの開発を行ういっぽうで、人間の脳の情報処理、人間脳へ関心を抱くようになり、創作活動をはじめる。1977年(昭和52年)から大阪文学学校に通うも、その矢先、腸にガンが発見され手術を受ける。
1981年(昭和56年)「水果て」（第87回）、1985年(昭和60年)「月の踏み跡」（第92回）が芥川賞の候補作品となる。当時、ミノルタの取締役に就任したばかりであったが、これをきっかけに早期退職。文学に専念する。
2008年(平成20年)2月2日に急性心不全のために、兵庫県西宮市で死去した。

## 作品・単行本
- 『錆色の時』「文學界 1983年6月号」 1983年(昭和58年)
- 『登り蛾』「文學界 1984年3月号」 1984年(昭和59年)
- 『月の踏み跡』「文學界 1984年9月号」 1984年(昭和59年)
- 『沖見』 編集工房ノア、1987年(昭和62年)
- 『水果て』 編集工房ノア、1988年(昭和63年)
- 『少年の火』 編集工房ノア、1991年(平成3年)
- 『ラスト・パントマイム』 編集工房ノア、1993年(平成5年)
- 『釘・被災記』 霧工房、1995年(平成7年)
- 『廃墟のパースペクティヴ : 激震地に生きる』 大阪文学学校、1997年(平成9年)
- 『無明銀河』 編集工房ノア、1998年(平成10年)
- 『ズガ池堤の家』 大阪文学学校、2001年(平成13年)
- 『不機嫌の系譜』 編集工房ノア、2003年(平成15年)